# Eustrotia nubila
Eustrotia nubila är en fjärilsart som beskrevs av Berg 1882. Eustrotia nubila ingår i släktet Eustrotia och familjen nattflyn. Inga underarter finns listade i Catalogue of Life.